# Lübecker Senat 1873 und 1874

Flagge Lübecks 1890–1935

Der Senat der Freien und Hansestadt Lübeck als Kabinett in den Jahren 1873 und 1874. 

## Bürgermeister

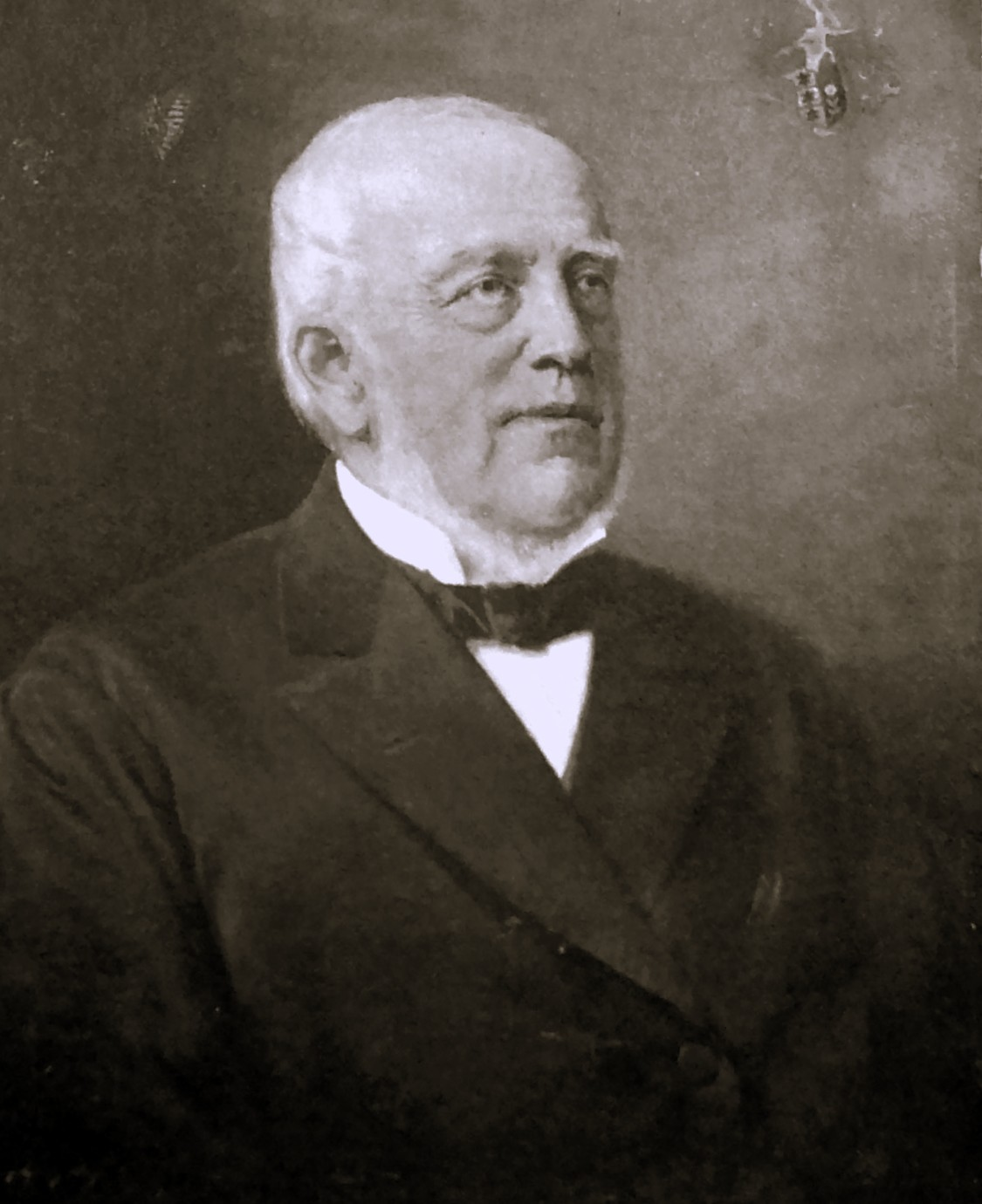
Theodor Curtius

- Theodor Curtius, Senator seit 1846

## Senatoren
- Georg Christian Tegtmeyer, seit 1839
- Johann Daniel Eschenburg, seit 1846
- Heinrich Theodor Behn, seit 1858
- Gabriel Christian Carl Hermann Schroeder, seit 1865
- Georg Friedrich Harms, seit 1866
- Heinrich Gustav Plitt, seit 1866
- Philipp Wilhelm Plessing, seit 1867
- Arthur Gustav Kulenkamp, seit 1869
- Wilhelm Brehmer, seit 1870
- Christian Theodor Overbeck, seit 1870
- Ludwig Wilhelm Minlos, seit 1871
- Carl Heinrich Sievers, seit 1871
- Franz Eduard Hermann Rittscher, seit 1873

## Syndicus
- Peter Ludwig Elder, seit 1844. Ruhestand am 5. November 1873.